# Ariel Caldarelli
Ariel Caldarelli (Montevideo, 4 de enero de 1959) es un actor, director de teatro, profesor, músico y escritor uruguayo.

## Biografía
Comenzó su formación en 1982 en la Escuela Municipal de Arte Dramático (EMAD). Dirige desde 1986  el Programa Teatro en el Aula, un proyecto de la Intendencia de Montevideo que lleva a las escuelas piezas teatrales. Se desempeña además como letrista de Carnaval de Montevideo escribiendo canciones y espectáculos para algunos conjuntos carnavaleros como  Los Sandros, Fantasías, Los Gabys y Los Dundee.

## Algunas espectáculos donde participó

### Teatro
- El proceso (1981)
- Galileo Galilei (1982)
- La Dorotea (1983)
- Encantada de conocerme (1999)

### Cine y televisión
- A cara o cruz (televisión)
- El hombre pálido,
- Somos
- Llamada para un cartero del Director Brummell Pommerenck y Adrián Biniez
- Gigante

## Premios y reconocimientos
- Premio Florencio (2013). Mejor actor por Escenas de la vida conyugal